# Ivor Allchurch
Ivor John Allchurch (Swansea, Gales, Reino Unido, 16 de octubre de 1929-ibídem, 10 de julio de 1997) fue un futbolista galés que se desempeñaba como delantero.

## Biografía
Conocido como The Golden Boy of Welsh Football (en español: el Chico Dorado del Fútbol Galés) debido a su cabello color rubio, jugó para el Shrewsbury Town, Swansea Town (actual Swansea City), Newcastle United, Cardiff City y Worcester City. Su hermano menor, Len Allchurch, también fue futbolista, y ambos fueron convocados para disputar la Copa Mundial de 1958. Ganó el premio a la personalidad deportiva del año en Gales en 1962. En 1966, fue nombrado Miembro de la Orden del Imperio Británico por sus contribuciones al fútbol. En 1998, fue incluido en el Football League 100 Legends. Fue incluido en el Salón de la Fama del Deporte Galés en 1995 y en el Salón de la Fama del Fútbol Inglés en 2015. En 2005, se inauguró una estatua en su honor en las afueras del estadio del Swansea City.

## Selección nacional
Fue internacional con la selección de fútbol de Gales en 68 ocasiones y convirtió 23 goles.

### Participaciones en Copas del Mundo
| Mundial                        | Sede   | Resultado        | Partidos | Goles |
| ------------------------------ | ------ | ---------------- | -------- | ----- |
| Copa Mundial de Fútbol de 1958 | Suecia | Cuartos de final | 5        | 2     |

## Clubes
| Club             | País       | Año       |
| ---------------- | ---------- | --------- |
| Shrewsbury Town  | Inglaterra | 1948-1949 |
| Swansea Town     | Gales      | 1949-1958 |
| Newcastle United | Inglaterra | 1959-1962 |
| Cardiff City     | Gales      | 1962-1965 |
| Swansea Town     | Gales      | 1965-1968 |
| Worcester City   | Gales      | 1968-1969 |

## Palmarés

### Campeonatos nacionales
| Título        | Club         | País  | Año  |
| ------------- | ------------ | ----- | ---- |
| Copa de Gales | Swansea Town | Gales | 1950 |
| Copa de Gales | Cardiff City | Gales | 1964 |
| Copa de Gales | Cardiff City | Gales | 1965 |
| Copa de Gales | Swansea Town | Gales | 1966 |

### Distinciones individuales
| Distinción                                          | Año  |
| --------------------------------------------------- | ---- |
| Personalidad deportiva del año en Gales (BBC Wales) | 1962 |
| Incluido en el Salón de la Fama del Deporte Galés   | 1995 |
| Incluido en el Football League 100 Legends          | 1998 |
| Incluido en el Salón de la Fama del Fútbol Inglés   | 2015 |

## Condecoraciones
| Distinción                                | Año  |
| ----------------------------------------- | ---- |
| Miembro de la Orden del Imperio Británico | 1966 |